# 辻山治平
辻山 治平（つじやま じへい、1897年5月16日 - 1974年7月29日）は、日本の内務官僚。官選県知事、茨城県教育委員長。

## 経歴
岩手県胆沢郡水沢町（現在の奥州市）出身。第一高等学校を経て、1922年、東京帝国大学法学部法律学科（独法）を卒業。同年11月、文官高等試験行政科試験に合格。1923年、内務省に入り福岡県属となる。
以後、福岡県朝倉郡長、同県糟屋郡長、同県社寺兵事課長、栃木県書記官・経済部長、山形県書記官・警察部長、新潟県書記官・警察部長、神奈川書記官・警察部長などを歴任。
1941年5月、徳島県知事に就任。1942年10月、茨城県知事に転じた。1943年7月、茨城県知事を退任。その後、新潟県参事官に就任し、1944年に退官。
戦後に公職追放となる。1956年10月から1960年4月まで茨城県教育委員長を務めた。
1974年7月29日死去。享年77。